# Thereva nudotermina
Thereva nudotermina är en tvåvingeart som beskrevs av Holston och Irwin 2005. Thereva nudotermina ingår i släktet Thereva och familjen stilettflugor. Inga underarter finns listade i Catalogue of Life.